# Psathyrella gossypina
Psathyrella gossypina är en svampart som först beskrevs av Pierre Bulliard (v. 1742–1793), och fick sitt nu gällande namn av A. Pearson & Dennis 1948. Psathyrella gossypina ingår i släktet Psathyrella och familjen Psathyrellaceae.  Arten är reproducerande i Sverige. Inga underarter finns listade i Catalogue of Life.